# Nishigō (Fukushima)
Nishigō (西郷村 Nishigō-mura?) es una villa localizada en la prefectura de Fukushima, Japón. En junio de 2019 tenía una población de 20.460 habitantes y una densidad de población de 107 personas por km². Su área total es de 192,06 km².

## Geografía

### Municipios circundantes
- Prefectura de Fukushima
  - Shirakawa
  - Ten'ei
  - Shimogō
- Prefectura de Tochigi
  - Nasushiobara
  - Nasu

## Demografía
Según datos del censo japonés, la población de Nishigō ha aumentado en los últimos años.
| Año del censo | Población |
| ------------- | --------- |
| 1995          | 17.920    |
| 2000          | 18.642    |
| 2005          | 19.494    |
| 2010          | 19.767    |
| 2015          | 20.322    |